# Pteralopex atrata
Pteralopex atrata es una especie de murciélago de la familia de los megaquirópteros. Es endémica de las Islas Salomón. Se sabe poco de su hábitat natural, aunque probablemente vive en bosques tropicales maduros. Está amenazada por la caza y la deforestación.